# Gulden regel (leefregel)
Met de Gulden Regel (Lat. regula aurea; Eng. golden rule) wordt een oude en wijdverbreide stelregel van de praktische ethiek aangeduid:

Behandel anderen zoals je door hen behandeld wilt worden.

In de 17e eeuw introduceerden de Europeanen het denkbeeld van de in de Bijbel overgeleverde voorbeelden van de regel, die het Thoragebod der naastenliefde (Lev. 19:18) als een algemeen geldende en begrijpelijke gedragsregel uitleggen. Vanuit Tobit 4:15 ontstond het bekende berijmde gezegde:

Wat gij niet wilt dat u geschiedt, doet dat ook de ander niet.

Soortgelijke, negatief of positief geformuleerde, kernspreuken of leerstellingen, met verschillende betekenissen, werden vanaf de 7e eeuw v.Chr. overgeleverd in religieuze en filosofische teksten uit China, India, Perzië, het oude Egypte en Griekenland.

## Overzicht
Uit verschillende hoogontwikkelde culturen zijn uit de duizend jaar v.Chr., de oudst bekende voorbeelden overgeleverd in deels tezelfdertijd ontstane teksten, die dus geen gemeenschappelijke literaire bron kunnen hebben. Tegelijkertijd was er sprake van andere regels die betrekking hadden op wederkerigheid en sociale verhoudingen, zoals de principes van vergelding (ius talionis) en voor-wat-hoort-wat (do ut des). Omdat ze doorgaans het woord tot iedereen richten, vereisen ze een individualiteits- en soortbesef, die pas ontstonden binnen niet langer overwegend tribaal georganiseerde gemeenschapsvormen.
Sinds Origenes zag de christelijke theologie de Bijbelse voorbeelden van de regel vaak als summum van een algemeen begrijpelijk natuurrecht, waardoor Gods wil van oudsher aan alle mensen bekend was. Daarom noemden anglicaanse christenen Matth. 7:12 sinds 1615 een "golden rule“. Vanaf het moment dat ze in Europa bekend werd, werd die uitdrukking ook toegepast op overeenkomstige niet-Europese uitspraken. In verschillende culturen en wereldbeschouwingen kan de regel sinds die tijd vaak niet alleen rekenen op een aanvaarde minimale consensus, maar heeft als ethische wegwijzer ook een "niet te overschatten toepassingsgebied“.
Kritische kanttekeningen in de tijd der Verlichting brachten teweeg dat de regel in de hedendaagse filosofie, of als een ethisch ondeugdelijk principe verworpen, of op verschillende manieren aangevuld of nader gepreciseerd werd. Omdat zij geen inhoudelijke norm uitspreekt voor juist of onjuist gedrag, maar een perspectiefverandering in intermenselijke verhoudingen eist, kan de regel op verschillende manieren geduid worden: bijvoorbeeld doordat ze ertoe aanzet om in het eigenbelang goed na te denken over de voor- en nadelen van de te verwachten reacties op het eigen handelen, zo fatsoenlijk te zijn om de belangen en wensen van anderen gelijkwaardig te zien aan die van zichzelf, of de menselijke waardigheid van anderen te eerbiedigen en daarmee impliciet algemeen geldende maatstaven voor ethisch handelen voorop te stellen.
In elk geval geldt de regel als stap naar een ethische eigen verantwoordelijkheid, die van het zich verplaatsen in de ander, het criterium voor moraal handelen maakt, en het vermogen tot zelfcorrectie impliceert, omdat met behulp van de regel de morele houdbaarheid van oneigenlijke en letterlijke toepassingen ter discussie gesteld kan worden.

## Overlevering

### Confucianisme
Volgens zijn rond 200 n.Chr. opgeschreven Analecta gaf Confucius (551–479 v.Chr.) een leerling, die hem vroeg wat zedelijke gedrag was, ten antwoord (A. 12:2):

Bejegen je medemens met dezelfde hoffelijkheid, waarmee je een dierbare gast ontvangt. Behandel hem met hetzelfde respect, waarmee het grote offer gebracht wordt. Wat je zelf niet wilt, doe dat ook de ander niet. Dan zal er geen boosheid tegen je zijn – noch in de Staat, noch in je familie.

Op een verdere vraag naar een richtsnoer voor het handelen voor het hele leven, zou hij gezegd hebben (A. 15:24):

Dat is 'wederkerig rekening met elkaar houden‘ (shu). Wat men mij niet aan moet doen, wil ik ook andere mensen niet aandoen.

Shu, ook vertaald als empathie of altruïsme, heeft hier de positie van de belangrijkste deugd voor de levenslange individuele karaktervorming. Dat wordt niet beperkt tot bepaalde situaties en kent geen uitzonderingen, zodat het in het Confucianisme onomstreden is.
In een andere passage (A. 4:15) duidt een leerling Chung (bewustheid, plicht, loyaliteit) en Shu aan als een verbindende schakel in de hele leer van Confucius. Die waren voor hem niet gewoon te verwezenlijken naar de maatstaf van het veronderstelde eigenbelang van de anderen, maar behelsden ook het aan het handelen voorafgaande kritisch onderzoek van de eigen wensen. Zo staat in A. 5:12 de volgende dialoog:

Zi-gong sprak: 'Wat mij niet aangedaan moet worden, wil ik ook andere mensen niet aandoen.‘ Maar Confucius zei: "Jij bent helemaal niet bij machte zo te handelen!"

De vrijwel onbereikbare hoogte van de ideale deugdzaamheid, komt tot uiting in de aan Confucius toegeschreven tekst De leer van het midden (of De leer van de Gulden Middenweg, 3e eeuw n.Chr.). Daar wordt de regel toegepast op verhoudingen binnen familie en maatschappij. Van de vier manieren om een moreel hoogstaand mens te worden, heeft hij er zelf nooit een enkele vervuld:

Wat je van je zoon verwacht, betracht dat jegens je vader; wat je van je ondergeschikte verwacht, betracht dat ten dienste van de vorst; wat je van je jongere broeder verwacht, betracht dat jegens je oudere broeder; wat je van een vriend verwacht, behandel hem eerst zelf zo.

De complete vervulling van de, vooraf bepaalde, rangorde van deugdzame plichten bereikt Confucius niet op grond van morele goedheid. Het komt eerder overal aan op de hoogste deugd jen – vertaald als medemenselijkheid. Die valt niet te vervullen in de vorm van rituelen, maar vereist individuele spontaniteit en creativiteit. De regel wordt daarom in A. 12:2 in verband gebracht met eerbied voor vreemde culturen, goedgeefsheid en gastvrijheid en dient zodoende voor het aanleren en uitoefenen van medemenselijkheid, zowel binnen de familie als in het buitenland. In A. 6:28 wordt de wens om het eigen karakter te vormen gekoppeld aan het bevorderen van het karaktervorming van anderen:

Het vermogen om anderen te beoordelen naar wat onszelf aan het hart ligt, kan het middel genoemd worden om de menselijkheid te herstellen.

### Taoïsme (daoïsme)
Het confucianisme, het taoïsme (daoïsme), de boeddhistische filosofie en de hindoeïstische filosofie zijn de belangrijkste stromingen in de Oosterse filosofie. Hierbij wordt Confucius vaak als een soort tegenpool beschouwd van Loa Tzu (Laozi). De natuurfilosofie van de Laozi is verenigbaar met iedere religie of levensbeschouwing; de Tao van de mens zal namelijk nooit wedijveren. In het boek Tao eindigt hoofdstuk 13 als volgt:

愛以身為天下, 若可託天下.

Slechts aan wie zijn eigen lichaam liefheeft als zijnde de hele wereld, mag de wereld worden toevertrouwd.

Het lichaam is onze wereld. Wie de wereld als zodanig aanvoelt, zal nooit aan anderen doen wat hij niet zelf zou willen ervaren.

### Hindoeïsme
In de Mahabharata, een tussen 400 voor en 400 na Christus. samengesteld boek van het hindoeïsme en brahmanisme, is de volgende uitspraak overgeleverd:

Men moet nooit een ander aandoen, wat men voor zichzelf als kwetsend ziet. Dat is de kern van de regel van alle rechtschapenheid (Dharma).

### Jaïnisme
In de Sutrakritanga, een canoniek geschrift van het jaïnisme, een overlevering van de leer van Mahavira (ontstaan tussen 600 en 300 v.Chr.), luidt het in de tiende lezing, over waakzaamheid:

Heeft men de wet vervuld en de zorgeloosheid [onverschilligheid] overwonnen, dan moet men leven van toegestaan voedsel en alle levende wezens zo behandelen, als men zelf behandeld wil worden. Men moet zich niet blootstellen aan schuld door het verlangen naar het leven…

### Boeddhisme
In de Dhammapada, een spreukenverzameling van de Boeddha geworden Siddhartha Gautama, uit de vijfde eeuw v.Chr., gaat het twaalfde hoofdstuk over het Zelf. Uit de eigenliefde (157) volgt, om zichzelf niet te schaden, dat eerst het pad naar Verlichting bewandeld moet worden, voordat iemand een ander onderwijst. (158). Alleen wie zijn eigen Zelf bedwongen heeft, kan anderen bedwingen; dat eerste is moeilijk (159). Deze, in het boeddhisme centrale leer, werd al in de 19e eeuw door westerse onderzoekers gezien als een variant van de regel.
Vaak raden boeddhistische geschriften aan, vanuit een verstandig zelfbewustzijn anderen niet te kwetsen, bijvoorbeeld de Udana uit de 6e eeuw v. C. In de Samyutta Nikaya, uit de Pali-canon, leert de Boeddha, uitgaande van ieders wens niet te sterven, voor zichzelf geluk te zoeken en leed te verafschuwen:

Wat voor mij onwelgevallig en onaangenaam is, is voor anderen ook onwelgevallig en onaangenaam. Hoe zou ik dan een ander kunnen belasten met wat voor mijzelf onwelgevallig en onaangenaam is?

Daaruit leidt hij de zeven heilzame manieren van handelen af. Op de eerste plaats: zich onthouden van het doden van alles wat leeft en anderen te prijzen als zij afzien van doden. Dat is de juiste levenswandel in het handelen, dat voor iedereen geheel begrijpelijk is. Dat is hier geen aanwijzing, maar een uit zelfbeschouwing verkregen inzicht en dus de basis van alle ethische regels (de Silas).

### Oude Oosterse Wijsheid
De rond 700 v.Chr. tot stand gekomen spreukenverzameling van de Achiqar, waarin oudere spreuken uit andere bronnen opgenomen zijn, was wijdverbreid in het oude Midden-Oosten, als deel van een wijsheidsvertelling over een Assyrische ambtenaar aan het hof. In de na Christus vervaardigde Armeense vertaling van een vroege, verloren gegane Syrische versie, staan raadgevingen van de Achiqar aan zijn zoon, waaronder:

Zoon, wat in jouw ogen niet goed is, doe dat je medemensen niet aan.
Wat jij wilt dat jou de mensen altijd doen, doe dat bij allen.

Spreuken uit de Achiqarvertelling beïnvloedden uiteindelijk ook de tussen de vierde eeuw en 30 v.Chr. ontstane Leer van Chascheschonqi, waarin staat:

12,6 Doe geen mens kwaad aan, zodat een ander jou dat ook niet aandoet.

Deze in kolom 15,23 vrijwel letterlijk herhaalde, uitspraak staat in de context van het Ma‘at-principe, dat gekoppeld was aan het verband tussen doen en ondergaan.

### Zoroastrisme
Het middel-Perzische geschrift Shâyast lâ-shâyast ("Het gepaste en het ongepaste“, ontstaan in 650-690 n.Chr.) geeft een opsomming van de juiste en onjuiste daden van de mens. Als religieus hoofddoel noemt het onder andere:

…het eerste is dus anderen niets aan te doen, wat iemand zelf geen goed doet; het tweede is helemaal begrijpen wat wel en niet goed gedaan is…

Het geschrift Dâdistân-î Dinik (rond 880 n.Chr.) geeft in briefvorm het antwoord van een hogepriester op een door Zoroastrische wijzen aan hem ter hand gestelde vragenlijst. In het slothoofdstuk geeft de ontvanger zijn antwoorden: De door de scheppergod Ahura Mazda gewezen weg van het goede, wordt in gevaar gebracht door allerlei door Ahriman, zijn kwade tegenspeler, ingegeven gedachten en dwalingen. Zoals de Demon de schepper geen kwaad kan berokkenen, maar alleen zichzelf, kunnen ook slechte gedachten alleen iemand zelf kwaad berokkenen. Daaruit wordt afgeleid,

…dat deze natuur [van de mens] alleen goed is, als zij anderen niet aandoet, wat haar eigen zelf niet goed doet.

### Grieks-Romeinse Oudheid
In Homerus‘ Odyssee (rond 720 v.Chr. schriftelijk vastgelegd) laat de nymf Kalypso, nadat zij hem zeven jaar lang vastgehouden heeft, Odysseus vrij en belooft hem daarbij hem op dezelfde manier bij te staan, als zij zelf in zijn plaats bijgestaan zou willen worden. Zij heeft een hart vol medeleven. Dat zij dat pas ontdekt op bevel van de god Zeus en als een poging tot het weer goedmaken van haar eigen onrecht, geldt hier als uitzondering.
Volgens de Historiën van Herodotus (rond 428 v.Chr.) verklaarde de heerser Maiandros van Samos, vlak voordat hij aftrad: "ik verval liever niet in de fout die ik mijn voorganger kwalijk neem.“ Daarom deed hij afstand van zijn koningschap en gaf zijn onderdanen gelijke rechten. Maar dat zou geen resultaat gehad hebben, omdat niemand zijn stelregel volgde. Het is omstreden of het voornemen zelf zo te handelen als men van anderen wenst, zonder verband met hun te verwachten of gewenste gedrag, een vroege vorm van de regel is.
Verdere vroeg-Griekse voorbeelden van de regel zijn pas overgeleverd in, na Christus gedateerde, geschiedschrijvingen, zodat hun echtheid omstreden is. Pittakos (rond 651-570 v.Chr.) zou gezegd hebben: "Waarover men bij de naasten ontstemd raakt, doe dat zelf niet." Volgens Diogenes Laërtius zou Thales (rond 624-546 v.Chr.) op de vraag, hoe men het edelste en rechtvaardigst kon leven, geantwoord hebben "Als wij, wat wij bij anderen afkeuren, zelf niet doen.“
Een analogie van de regel staat in De Wetten van Plato (ca. 427-338 v.Chr.) bij het onderwerp eigendom:

Indien mogelijk, moet niemand zich aan mijn eigendom vergrijpen en niet het minste daarvan verplaatsen, zonder op enigerlei wijze mijn toestemming verkregen te hebben. Volgens dezelfde stelregel moet ook ik met het eigendom van anderen omgaan, als ik bij zinnen ben.

Isokrates (436-338 v.Chr.), vertegenwoordiger van de Sofistiek in Athene, werkte voor het eerst de regel helemaal uit. In zijn Toespraak van Nikokles tot de Cyprioten doet de denkbeeldige bestuurder een oproep aan zijn volk om zich tegenover anderen te gedragen, "zoals jullie van mij tegenover jullie verwachten,“ en tot hem, “zoals onderdanen zich volgens uw mening zich tegenover u dienen te gedragen.“. Hij vervolgt:

Doe andere mensen niet aan waarover je zelf verontwaardigd zou zijn, als je dat zelf zou moeten ervaren. Alles wat jullie met woorden veroordelen, moet ook nooit door iemand in daden omgezet worden.

Vervolgens waarschuwt hij zijn toehoorders dat het hen zal vergaan, zoals zij zich tegenover de heerser opstellen. Wie zich tegenover hem niet aan de regels houdt, moet dus rekening houden met vergelding.
Isokrates bevestigde dat voor een ideale maatschappij het individuele streven naar voordeel rechtmatig is en bepleitte een vereffening van belangen: wederzijds rekening met elkaar houden zou in het voordeel van iedereen zijn. Dat blijkt uit de levenservaring: deugdzaamheid brengt maatschappelijk aanzien teweeg, en dat levert de deugdzame rijkdom op. De regel betekende hier in de antieke stadstaat, een pragmatische ethiek van het succes.
Van Aristoteles (384-322 v.Chr.) zijn geen voorbeelden van de regel overgeleverd. Hij zou echter op de vraag naar het juiste gedrag ten opzichte van vrienden geantwoord hebben: “zoals wij door hen behandeld zouden willen worden.“ Tot vriendschap behoorden gelijksoortige wensen en waarden, zodat men accepteert wat anderen doen, als men dat zelf ook doet en vermijdt wat men ook bij anderen afwijst. Voor hem was de regel dus toepasbaar op grond van gemeenschappelijke waardebegrippen en consensus.
In de oudere Stoa ontbreekt de regel. De Romeinse Stoïcijn Seneca (4 v.Chr.- 65 n.Chr.) raadde in zijn werk De Ira aan, zich te verplaatsen in degene op wie men boos is. Hij vatte dat samen met: “Op dat ogenblik maakt onze buitensporige zelfbeoordeling ons woedend en wat we dan zouden willen doen, willen we zelf niet ondergaan.“ Om anderen goed te doen, moet men schenken op de manier waarop men zelf graag ontvangt: bereidwillig, snel en zonder dralen. Hij raadde ook aan de regel intuïtief te volgen in situaties, die geen tijd gunnen voor rationele overwegingen. De Romeinse slavernij bracht hij niet ter sprake en sprak zich evenmin uit voor afschaffing, noch voor het vrijlaten van zijn eigen slaven, maar raadde alleen maar aan: “Ga zo met je ondergeschikten om, zoals jij zou willen dat een ondergeschikte met jou omgaat!“ Anders dan deze, op eigen aanzien gerichte en eerder vrijblijvende, raadgeving concludeerde de stoïcijn en vrijgelaten slaaf Epictetus (50-125 n.Chr.):

Wat jij vermijdt te ondergaan, probeer dat ook niet anderen te laten ondergaan. Jij vermijdt slaaf te worden: waak er dan voor dat anderen niet jouw slaaf zijn.

Sinds de 4e eeuw v.Chr. citeerden, in het Hellenisme, Griekse en Romeinse schrijvers negatieve en positieve bewoordingen van de regel, als voorbeeld van een natuurlijke en vanzelfsprekende ethiek: bijvoorbeeld Demosthenes, Xenophon, Libanios, Cassius Dio, Ovidius en Sextus Empiricus. Maar de regel werd in de Grieks-Romeinse filosofie niet het belangrijkste principe voor het handelen en stelde evenmin het wijdverbreide vergeldingsdenken buiten werking, dat als goed en nuttig of slecht en schadelijk beschouwd handelen, steeds met een navenante reactie wilde vereffenen. In 1962 nam Albrecht Dihle daarom aan, dat uit dit denken de voorbeelden van de regel in de antieke wereld voortgekomen waren.

### Jodendom
In de uiterlijk in 250 v.Chr. afgesloten Thora komt de regel niet voor, maar wel andere concrete geboden aangaande goed gedrag ten opzichte van anderen, waaronder de geboden van liefde voor de naasten (Lev. 19:18) en vreemdelingen. Ze worden gemotiveerd met het optreden van JHWH als bevrijder en bondgenoot van de Israëlieten en hun vroegere soortgelijke situatie (Lev. 19:34):

De vreemdeling die bij u vertoeft, zal als een onder u geboren Israëliet gelden en gij zult hem liefhebben als uzelf, want gij zijt vreemdelingen geweest in het land Egypte. Ik ben de Here, uw God.

Vervolgens wezen Bijbelse profeten ook op Gods recht tegenover de machthebbers. Zo levert Nathan koning David met zijn gelijkenis een overtuigend bewijs van diens misdaad ten opzichte van een onderdaan, zodat David zijn morele oordeel over de beschreven moordenaar en echtbreker op zichzelf betrekt en Gods straf als rechtmatig aanvaardt. (2 Sam 12:1-7).
Vanaf ongeveer 200 v.Chr. nam het Jodendom, uit de Oude Oosterse Wijsheid en populaire hellenistische filosofie, met de regel verwante kernspreuken over, om Gods Thora ook voor niet-joden begrijpelijk uit te kunnen leggen. De Joodse Ketubim legden alledaagse ervaringen vast in gemakkelijk te onthouden spreekwoorden, die de Thoragetrouwe rechtvaardige de vervulling van het leven in het vooruitzicht stellen.
Het boek Jezus Sirach (190-175 v.Chr.) verbindt de negatieve regel met naastenliefde (Sir. 31:15): “Beoordeel de gevoelens van je tafelgenoot als die van jezelf en denk na bij alles wat je doet.“ Het verlangt intermenselijke vergeving, die God op zijn beurt zal beantwoorden en bestempelt smeken, zonder dat er sprake van verzoening is geweest, als huichelarij: Hoe kan een mens, die woede koestert tegen een ander, bij de Heer om verzoening vragen? (Sir. 28:3 ev.). In het apocriefe Testimonium Naphtali (200-100 v.Chr.) verschijnt de regel in het tweevoudige gebod van liefde tot God en tot de naaste (1:6): “Hem [JHWH] moeten zijn schepselen vrezen en niemand moet zijn naaste aandoen, wat hij niet wil dat hem aangedaan wordt!“ Het Targum Jerushalmi I betrok de regel rechtstreeks op de uitleg van het “zoals uzelf“ in het naastenliefdegebod: “Gij zult uw naaste liefhebben, want wat u onaangenaam is, zult gij hem niet aandoen.“ Dat was destijds de samenvatting van de Tien Geboden, zodat een van de Dodenzee-rollen het als volgt becommentarieerde:

De weg des levens is: ten eerste, gij zult God, uw schepper, liefhebben en ten tweede, uw naaste als uzelf. En alles wat gij niet wilt dat u gedaan wordt, zult gij niemands anders aandoen. En de betekenis van deze woorden is: sla niet dood, bega geen echtbreuk, leg geen valse getuigenis af, steel niet en begeer niet wat uw naaste toebehoort.

In de legendarische brief van Aristeas (127-118 v.Chr.) raden wijzen de koning aan, ook in overeenstemming met Gods zachtmoedigheid en volgens zijn wens te handelen ten opzichte van aanvallers en zich niet door het kwaad te laten overweldigen, maar deel te hebben aan het goede. In het boek Tobit (4:14 ev.) raadt een voorbeeldig rechtvaardig levende Jood zijn zoon aan in zijn hele gedrag blijk te geven van zijn goede opvoeding: “Doe een ander niets aan dat je zelf verafschuwt!“ Hij moet dagloners meteen uitbetalen, afzien van overmatig alcoholgebruik, en van zijn overvloed afstaan aan de arme. Dat verbond wereldse motieven, zoals het zich dagelijks matigen, met geboden uit de Thora en de verwachting op een hemels loon voor rechtdoen op aarde.
Volgens fragmenten van zijn Griekse Hypothetica behoorde voor Philo van Alexandrië (ca. 15 v. - 40 n.Chr.) de negatieve regel, “Wat iemand haat te ondergaan, moet hij zelf niet doen,“ tot de ongeschreven, maar algemeen bekende wetten. Zijn bekendheid bij de niet-joden werd ook verondersteld door rabbi Hillel (rond 30 v. - 10 n.Chr.), omdat hij, volgens het traktaat Shabbat 31a in de Talmoed, op de vraag van een bekeerling naar het alle overige geboden vervullende hoofdgebod antwoordde:

Wat jij verafschuwt, doe dat ook je naaste niet. Dat is de hele Thora, de rest is commentaar. Ga heen en leer!

Met de letterlijk dezelfde eerste zin beantwoordde volgens de Talmoed ook Rabbi Akiva op het verzoek van een leerling hem in een dag de hele Thora te leren. Daarvoor waren voor Mozes zelfs 40 dagen en nachten op de Sinaï ontoereikend geweest. Ook op grond van Hillels imperatief, moest de regel de geboden van de Thora niet vervangen, maar aanzetten tot het opvolgen daarvan. In de commentaren op de geboden duikt de regel verder niet op.
Verdere rabbijnse teksten uit de eerste eeuw pasten de regel met als-dan-bepalingen toe op door de Tien Geboden verboden vergrijpen, zoals diefstal, moord, laster en echtbreuk. Anderen leidden daaruit vooruitziende wijsheidsregels af, bijvoorbeeld (yKet 31a): “Doe, opdat men u doet; betreur, opdat men u betreurt; begraaf opdat men u begraaft; begeleid, opdat men u begeleidt.“ Alles bij elkaar bleef het gebod van naastenliefde belangrijker dan de regel.

### Christendom
In het Nieuwe Testament verschijnt de positieve vorm van de regel tweemaal als letterlijke uitspraak van Jezus:

En gelijk gij wilt dat u de mensen doen, doet gij hen evenzo. 
Alles nu wat gij wilt, dat u de mensen doen, doet gij hen ook aldus.

Van beide passages wordt aangenomen dat ze ontleend zijn aan de Bron Q. De eerste, Luc 6:31, volgt het gebod om de vijand lief te hebben, dat dus ook van toepassing is op degene die door iemand gehaat wordt. Het wordt onderscheiden van de wederkerige liefde tussen vrienden en vereist het afzien van een tegenprestatie. De dank die iemand die zijn vijanden liefheeft te verwachten heeft, is de hoop dat God hen zal veranderen en op Gods barmhartigheid bij het Laatste Oordeel (Luc. 6:32-38).
De tweede passage, Matth. 7:12, staat in het laatste hoofdstuk van de Bergrede en volgt daar Jezus‘ gebod “Oordeel niet, opdat gij niet geoordeeld wordt“ (Matth. 7:1) en zijn leerrede over het gebed (Matth. 7:7-11). Dat belooft de onbevangen smekende, Gods behulpzame genade, die echter dan ook geldt voor de boosdoener. De regel is hier dus een genadegift Gods, die in plaats van het veroordelen van anderen, actieve verzoeningsinitiatieven (Matth. 5:24) mogelijk maakt. Ze verlangt dus geen reactieve, van wederkerigheid afhankelijk handelen, maar: “Alles, zonder uitzondering, wat de liefde en de geboden van Jezus vragen, moet men andere mensen doen.“ De behulpzame naastenliefde moet vijandschap op voorhand communicatief overwinnen, omdat Jezus de vervolgden in het naderende Rijk Gods de overwinning van alle vijandschap beloofd heeft (Matth. 5:10 ev.) Daarom kunnen zijn volgelingen van hun vijanden verwachten, dat deze overwinning ook aan hun behoeften beantwoordt: “Andermans nood, ook die van de vijand, als eigen kunnen zien, vermag alleen de liefde.“
De redactioneel toegevoegde zin “Want dit is de wet en de profeten“ (Matth. 7:12) verbindt de regel met Matth. 5:17, en bestempelt haar als de vervulling en niet opheffing van de Bijbels geopenbaarde en profetisch uitgelegde Thora. Net als bij Hillel wordt ook hier Gods wil samengevat, maar dan zoals Jezus die in de Bergrede eens en voor altijd heeft uitgelegd. Daarom beloven de daarop volgende verzen degenen, die daar op die manier gehoor aan geven, in het beeld van de vruchtbare boom een blijvende positieve invloed op anderen en in het beeld van het op de rots gebouwde huis een eigen toekomst.
Veel christelijke exegeten zagen de voorbeelden van de regel in het Nieuwe Testament, vroeger als een overbieden van de meestal negatieve vormen van de regel in het jodendom, die slechts het schade berokkenen aan de naaste verboden, maar geen liefde voor hem verlangden. Op grond daarvan verweten sommige joodse schrijvers de vorm van de regel in het NT, een verheven, maar in de praktijk onuitvoerbaar idealisme. De huidige exegeten relativeren deze strijd, omdat ook joodse voorbeelden van de regel het gebod van naastenliefde vooropstellen en geschriften van het oorspronkelijke christendom negatieve voorbeelden van de regel kennen, maar die precies hetzelfde duiden als de positieve.
Volgens het Aposteldecreet (Hand. 15:20.29) moesten pasgedoopten niet-joden (heidenen) zich onthouden van afgodendienst, hoererij en doodslag. Westerse varianten voegden daar de positieve regelvorm aan toe, volgens welke zij, in plaats daarvan, moesten leven. Omdat de zending van de oorspronkelijke christenen dit bekende motief van de algemeen bekende ethiek overnam, maakte ze de eenzijdige liefde voor de vijand met als doel de vurig gehoopte verzoening met de vijand, ook voor de christenvervolgers begrijpelijker.
In de vroegchristelijke literatuur was de regel, in aansluiting aan Matth. 7:12, als ethische stelregel aanwezig. In de Didache volgt ze op het tweevoudige gebod van de liefde:

Ten eerste zult gij God liefhebben, die u geschapen heeft, ten tweede uw naasten zoals uzelf; maar alles wat gij niet wilt dat u geschiedt, doe dat ook de ander niet.

Ze sluit hier handelingen uit, die indruisen tegen de liefde voor God en de naasten, en kan dus voor christenen niet geduid worden als een verstandig en berekend zoeken naar voordeel – behandel anderen zo, dat je daar voor jezelf baat van kunt verwachten (do ut des). Deze traditie werd nagevolgd door Justinianus (Dial. 93:2), Photios I, Clemens van Alexandrië (III,12), de Pseudo-Clementinen (Hom. 7:4; 11:4), de Didaskalia apostolorum (1:7), en Tertullianus (Marc. 14:16).

### Islam
In de Koran ontbreekt een letterlijke versie van de regel. Enkele soera’s worden echter soms als analogieën daarvan opgevat, bijvoorbeeld soera 24:22 (Laten zij vergeven en over het hoofd zien. Wenst gij niet dat Allah u zou vergeven?) of soera 83:1-6, die voor bedrog bij het afwegen waarschuwt met een verwijzing naar Gods Dag des Oordeels en aanspoort tot een gelijke maatstaf bij geven en nemen. Voor de islamitische commentatoren az-Zamachschari († 1144), Fachr ad-Din ar-Razi († 1209) en Ibn Kathīr († 1373) was hier in Gods wet voor alle mensen de regel besloten, die eist zo te betalen als men zelf betaald wil worden, en zo rechtvaardig te zijn, als men zelf rechtvaardigheid wil krijgen. Want, aldus ar-Razi, Allah zelf heeft het evenwicht van de wereld geschapen, zodat niemand dat zou kunnen verplaatsen (Soera 55:7 ev., 57:25). De Soennitische islamgeleerde Abdullah Yusuf Ali (1872-1953) benadrukte daarnaast dat het voldoen van het verschuldigde een plicht is, die ook onafhankelijk van de verwachte of gewenste reactie van anderen geldt.
Letterlijke vormen van de regel staan ook in sommige Hadith-verzamelingen van Al-Buchārī, Muslim ibn al-Haddschadsch en anderen, waaruit in de 13e eeuw het Boek van de veertig Hadithen, An-Nawawi, samengesteld werd. Daarin luidt Hadith 13:

Niemand van jullie is gelovig, zolang hij niet voor zijn broeder wenst, wat hij voor zichzelf wenst.

Volgens het begeleidende commentaar behelst de uitdrukking “broeder“ zowel moslims als ongelovigen. Moslims willen de islam trouw blijven en van ongelovigen dat ze daarin binnengaan: dat strookt met hun gebed om een leidraad [al-huda] voor niet-moslims. Alleen dan is hun geloof volmaakt. Wensen omvat de wil om voor de ander goede en nuttige dingen te doen. Bedoeld wordt religieuze liefde, die de afgunst bij zichzelf en anderen bestrijdt. Want afgunst druist in tegen Allah‘s voorbeschikking. Hij wil dat, tegen de natuurlijke eigen wil in, ook voor de vijand gebeden wordt.
De katholieke Koranvertaler Adel Theodor Khoury noemt nog drie, door Moslim ibn al-Haddschadsch en At-Tirmidhī verzamelde Hadithen, die naar de regel zwemen, waaronder een door Abu Hurayra overgeleverde, uit de hand van Mohammed, als een van de vijf grondregels van de islam, ontvangen spreuk:

Wens de mens, wat gij voor uzelf wenst, dan wordt gij een moslim.

In de Nahdsch al-Balāgha, een verzameling van aan ʿAlī ibn Abī Tālib toegeschreven teksten, vermoedelijk uit de 11e eeuw, geeft de 31e brief aan de zoon van Ali de raad zijn gedrag ten opzichte van anderen te beoordelen, alsof hij zelf zo behandeld zou willen worden. Hij moet voor hen wensen, wat hij voor zichzelf wenst en hen sparen voor wat hij zichzelf ook niet zou willen aandoen.

### Bahá'í-geloof
Bahá'u'lláh, stichter van het bahá'í-geloof, geeft in De Verborgen Woorden het volgende aan:

Schrijf niemand iets toe dat gij uzelf niet toegeschreven wilt hebben, en zeg niet wat gij niet doet. Dit is Mijn gebod aan u, leef het na.

## Discussie

### Christelijke theologie
Volgens Augustinus van Hippo schreef de schepper bij iedereen de regel in het hart in de vorm van het geweten, om ons meteen te kunnen waarschuwen voor het kwetsen van anderen en ons eraan te herinneren dat wij geschapen zijn als sociale wezens. In u heeft God zijn wil geconcentreerd, als praktische leidraad voor het alledaagse handelen. Als alledaags spreekwoord doet de regel en beroep op de eigenliefde, die de liefde voor God en de naaste met elkaar verbindt en deze geboden voor de gewone man duidelijk maakt. (De ordine II, 25). In Matth. 7:12 wordt alleen de goede en niet iedere wil bedoeld. “Willen“ betekent in de Schrift toch al alleen dat, wat overeenkomt met Gods wil, omdat daarin “het kwade willen“ steeds “begeren“ wordt genoemd (De civitate Dei XIV,8). – Augustinus vatte de in het geweten verankerde regel op als summum van de goddelijke wet, bracht die daarom ook in verband met de verhouding tot God en stelde een van nature kenbaar idee van het goede voorop, ter onderscheiding van het goede en kwade willen.
Het Decretum Gratiani (rond 1140) stelde de regel gelijk met het natuurrecht, dat door de geopenbaarde Wet (Thora) en het Evangelie omvat wordt. Het gebiedt iedereen het voor zichzelf gewenste te doen en verbiedt hem anderen, het voor zichzelf ongewenste aan te doen. Ingevoerd als gebod, verwees de regel hier impliciet naar Bijbelse geboden als inhoudelijk beslissingscriterium voor hun toepassing.
Petrus Abaelardus verduidelijkte de positieve regelvorm: ze vraagt slechts goed te handelen ten opzichte van de naaste en niet het slechte te doen, dat men bereid is van hem te accepteren. Ze stelt dus kennis van het liefdesgebod voorop. Petrus Lombardus vulde de negatieve vorm aan: men mag de ander alleen datgene niet aandoen, wat onrechtvaardig (iniuste) is. Volgens Duns Scotus veronderstellen beide vormen het “juiste verstandsoordeel“ over wat men zich zou kunnen wensen. Daarmee verklaarde de scholastiek de regel als ontoereikend voor rechtvaardig handelen, omdat zij daarvoor immers de maatstaf mist.
Voor Maarten Luther betekende de algemeen bekende regel, dat het naastenliefdegebod op zich voor ieder mens duidelijk is, zodat niemand zich voor God kan verontschuldigen, omdat hij zijn wil niet kent (College over de Brief aan de Romeinen, 1515/16). Het spreekt de zondaar aan, omdat het het eigen Ik en zijn wensen tot maatstaf maakt van het gedrag ten opzichte van anderen. Pas Jezus Christus heeft de reden en bedoeling van de regel onthuld: wij moeten de naaste helemaal dienen en ons eigen welzijn ondergeschikt maken aan dat van hem, dus met hem juist geen belangen proberen te vereffenen. Hem even lief hebben als onszelf, betekent niet hem naast onszelf lief te hebben, maar hem als persoon en ter wille van zichzelf: zelfs ook als hij niets waard is. Want wij zouden onszelf toch wel liefhebben, ook al zouden we voor de ander niets betekenen. Zo leidde de door Jezus uitgelegde regel tot het besef dat ze in wezen door niemand gevolgd wordt en ook niet gevolgd kan worden, zonder de eigenliefde op te geven (usus elenchticus legis). Pas dat maakt de weg vrij naar het zuivere geloof (sola fide), dat alleen Jezus de liefde voor God en naasten verwerkelijkt heeft, zodat alleen zijn genade (sola gratia) ons kan vrijmaken. In de korte ‘preek over de woeker’ (1519) zegt Luther:

Als gij voordeel uit uw naaste probeert te halen, waarvan gij niet wilt dat hij dat bij u doet, is aan de natuurlijke wet de liefde ontnomen. (Weimarer Lutherausgabe, 6, 8, 15)

### Filosofie der Verlichting
Oog in oog met de Dertigjarige Oorlog en zijn gevolgen, zochten ontwikkelde mensen in de periode der Verlichting, vanaf ongeveer 1648 nieuwe, ook van religie en gezindte onafhankelijke en duidelijke ethische grondslagen voor het samenleven in de maatschappij.
Thomas Hobbes beschreef de regel in zijn hoofdwerk Leviathan (1651) als de “som der natuurwetten“, die de overgang mogelijk maakt van de oorlog van allen tegen allen naar een door een geweldsmonopolie geregeerde rechtsorde. Want uit het aanvankelijk onbegrensde streven naar zelfbehoud, zouden zelfs de laaghartigste mensen duidelijk kunnen opmaken dat ze doorlopend in doodsangst zouden moeten leven, als iedereen zich alles ten opzichte van anderen zou veroorloven. Men hoeft zich dus alleen maar te verplaatsen in de in zijn handelen betrokken andere, om te zien of dat wel strookt met het eigenbelang. Daaruit kwam het inzicht voort dat niemand anderen mag aandoen, wat hij voor zichzelf schadelijk vindt. Van daaruit kon men dan anderen dezelfde vrijheden rechten verlenen, waarmee men zelf tevreden was, als iedereen zich daaraan zou houden.
De vroege vertegenwoordiger van de Verlichting, Samuel von Pufendorf, maakte in 1672 een kritische kanttekening: letterlijk genomen, is de regel niet algemeen toepasbaar en kan dus geen basis voor rechtspraak zijn. Want volgens de regel zou bijvoorbeeld een rechter een roofmoordenaar vrij moeten spreken, in plaats van hem tot de doodstraf te veroordelen; een bedelaar zou zoveel gegeven moeten worden, als hij wil en niet zoveel als hij nodig heeft om te kunnen leven. Ook als men geen rekening houdt met toevallige wensen van anderen, maar met hun feitelijke behoeften en rechten, kan de regel geen basis vormen voor het gelijkheidsprincipe, volgens welk alle mensen van nature gelijke rechten hebben, maar veronderstelt die al en volgt daaruit.

Wie gebruikmaakt van de hulp van anderen om vooruit te komen, is verplicht ook zelf offers te brengen, zodat de behoeften van de anderen bevredigd kunnen worden. Daarom zijn mensen die bereid zijn alle anderen toe te staan, wat zij zichzelf veroorloven, het meest geëigend om in een gemeenschap te leven.

In navolging van deze kritiek verklaarde Christian Thomasius in 1688 dat de negatieve en positieve vorm van de regel slechts toepasbaar zijn onder gelijkgestelden en niet voor meesters en knechten. Zijn aanvulling Wat gij wilt dat anderen voor zichzelf doen, doe dat ook voor uzelf, vond echter amper gehoor.
Ook John Locke leverde in 1690 kritiek op het gebruik van de regel om het natuurrecht van een basis te voorzien. Iemand die daar nooit van gehoord heeft, maar wel kan begrijpen, zou naar de reden vragen waarom hij de regel moet volgen. Dat zou degene die hem voorstelt verplichten zijn juistheid en redelijkheid te verhelderen. Dat zou dan afhangen van een veronderstelling van buitenaf, waaruit hij dan rationeel af te leiden is. Morele ideeën zijn niet aangeboren, omdat ze dan noch ter discussie gesteld, noch gefundeerd kunnen worden.
Gottfried Wilhelm Leibniz zag in 1765 in de regel echter een praktisch en “instinctief“ kenbare waarheid, die evenwel rationeel nadenken en verklaren vereist. Ze lijkt een rechtvaardige wil als algemeen geldend te veronderstellen, zonder daarvoor een maatstaf aan te geven. Intussen bestaat haar werkelijke betekenis eruit dat men door het omkeren van de rol met de bij het eigen handelen betrokken persoon, tot een evenwichtig en onpartijdig oordeel kan komen. De regel kan dus ook toegepast worden zonder voorafgaande consensus over de rechtvaardigheidsnorm, omdat door zich te verplaatsen in de positie van de ander, de gemeenschappelijke basis van het handelen gevonden kan worden. Pas in zijn toepassing blijkt of de beoogde handelingen of het nalaten daarvan rechtmatig zijn.
Voltaire vatte in 1705 de regel op als een compromis tussen hartstocht en verstand. Anthony Ashley Cooper (1711) en George Berkeley (1731) maakten de regel ondergeschikt aan het algemeen welzijn: niet het kortzichtige eigenbelang, maar het welzijn van alle mensen is de beoogde leidraad voor het handelen. Daarover moet dan wel een maatschappelijk basisconsensus (common sense) bestaan. Daarmee benadrukten zij de noodzaak van de bindende veralgemening (universalisering) van ethische criteria. Dienovereenkomstig verbond in 1758 de rechtsgeleerde Gottfried Achenwall de regel met het principe van de veralgemening.
Jean-Jacques Rousseau zag in 1762 in de oproep tot het vereffenen van belangen, nog geen toereikende basis voor moraal en mensenrechten. Johann Gottfried Herder prees in 1784 daarentegen de regel als de “Regel der gerechtigheid en waarheid“: hij is “de grootse wet van billijkheid en evenwicht van de leidraad der mens“ […] die ook in het hart de onmens gegrift is“.
Samuel Clarke bestempelde de regel als een het universele, het algemeen welzijn dienende principe van het verstand. In het algemeen moet iedereen streven naar het aan de eeuwige wil Gods beantwoordende welzijn en geluk van alle mensen: dit voor iedereen toegankelijk goede kan voor het moment en de toekomst alleen nader bepaald worden door het afzien van elk particulier of persoonlijk voor- of nadeel, van beloning en straf. Onder deze voorwaarden kan de regel in de praktijk toegepast worden: hij onthult dan hoe absurd de ongelijkheid onder mensen is en wijst deze af. Want elke denkbare relatie die iemand tot een ander heeft en daar gebruik van maakt, heeft en doet die ander ook met hem, als hij in precies dezelfde situatie gebracht wordt. Daaruit volgt:

Alles wat ik van iemands handelen ten opzichte van mij verstandig of onverstandig vind, vind ik volgens dezelfde mening verstandig of onverstandig, als ik dat in een vergelijkbaar geval bij hem doe.

Als mensen niet corrupt zijn, zouden ze allemaal de universele gelijkheid van alle mensen erkennen en toepassen. De maatstaf daarvoor is, in het bijzonder onder gelijken, eenvoudig en vanzelfsprekend; maar ook in asymmetrische verhoudingen tussen meesters en knechten kan de consequent toegepaste regel onpartijdige beslissingen mogelijk maken, als men niet alleen rekening houdt met alle omstandigheden van de handeling, maar ook met alle verschillen tussen de daarbij betrokken personen. Een rechter hoeft dus niet te bedenken, wat hij uit dezelfde angst of eigenliefde als de misdadiger voor zichzelf zou wensen, maar alleen wat hij in diens positie als een redelijk en op het algemeen welzijn gericht en daarom onpartijdig oordeel voor zichzelf zou verwachten.
Op grond van de Verklaring van de Rechten van de Mens en de Burger uit 1789 werd in Frankrijk op 3 september 1791 de eerste grondwet aangenomen. Die werd vervolgens bediscussieerd en op 24 juni 1793 vervangen door een gewijzigde versie, de Franse grondwet van 1793, die echter niet van kracht werd. Hierin luidt Artikel 6:

Vrijheid is de volmacht, die ieder mens alles toestaat, wat de rechten van de ander niet schaadt; haar grondslag heeft zij in de Natuur, haar leidraad in rechtvaardigheid, haar bescherming in de Wet en haar morele grenzen in het grondbeginsel: Doe niemand datgene aan, waarvan je niet wilt dat het jou aangedaan wordt.

Immanuel Kant ontvouwde in 1785 zijn categorische imperatief. De eerste formulering daarvan doet, net als de regel, een beroep op de autonome beslissingsvrijheid van het individu:

Handel zo, dat de stelregel van uw wil tegelijkertijd altijd als stelregel van een algemene wetgeving kan gelden.

Daarmee verving Kant de toetsing of men het beoogde eigen handelen als de daarbij betrokkene zou wensen, door de toetsing of men zich kan voorstelen dat de eigen wil als wet voor iedereen wenselijk zou zijn. Hij wilde dus dat er bij morele beslissingen afgezien werd van toevallige omstandigheden of individuele belangen en dat die ingepast werden in rationeel aannemelijke en algemeen geldende wetten.
Kants tweede formulering sloot uitdrukkelijk het misbruiken uit van andere mensen als middel voor egoïstische doeleinden:

Handel zo, dat dat gij de mensheid zowel persoonlijk als in de persoon van ieder ander tegelijkertijd als doel, en nooit alleen als middel nodig hebt.

In een voetnoot daarbij, benadrukte Kant dat deze imperatief geen intellectuele variant op de “triviale“ regel was, die hij in de negatieve Latijnse vorm citeerde. Het wederkerigheidsprincipe kan “geen algemene wet zijn, want het behelst niet de grondslag van de plichten ten opzichte van onszelf, niet de plicht tot liefde ten opzichte van de ander […], en tot slot niet de verschuldigde plichten ten opzichte van elkaar […].“ Men kan zich dus aan het beantwoorden van naastenliefde onttrekken, door weldaden van anderen af te wijzen, of een misdadiger kan daarmee argumenten aanvoeren tegen zijn rechter. Kants kritiek bracht teweeg dat in Europa de regel, in de discussies over ethiek, op de achtergrond raakte.

### 19e eeuw
Anders dan Kant, die er afstand van had genomen, stelde Arthur Schopenhauer in 1841 diens eerste categorische imperatief gelijk aan de negatieve regel. Die omschrijft, samen met de positieve vorm, slechts de “door alle moraalstelsels eenstemmig vereiste manier van handelen“:

Kwets niemand, maar help wel iedereen zoveel gij kunt.

Daarmee laat Kant dus stilzwijgend alleen het egoïsme beslissen, wat dat als hoogste wet wil erkennen.
In 1863 zag John Stuart Mill de regel, samen met de naastenliefde, als het volmaakte ideaal van het utilitarisme, omdat een op wederkerigheid afgestemd gedrag het eenvoudigst het grootst mogelijke geluk van zo veel mogelijk mensen kan bereiken. In navolging van hem vatte Henry Sidgwick de regel op als de intuïtieve, in de praktijk belangrijkste aanvaarde en vanzelfsprekende uiting van het consistentieprincipe bij morele oordelen:

Welke handeling iemand ook voor zichzelf als juist beoordeelt, hij beoordeelt die dan altijd impliciet als juist voor alle zelfde personen die in gelijke omstandigheden verkeren.

Maar die regel is onnauwkeurig geformuleerd, omdat men daarbij medewerking van anderen “in de zonde“ wenst en bereid zou kunnen zijn dat te beantwoorden. Vanwege mogelijke verschillende omstandigheden en aard van de betrokkenen is het ook niet voldoende anderen alleen dat te aandoen, waarvan men aanneemt dat dat ook het juiste is, wat zij ons moeten aandoen. Daarom moet de negatieve vorm van de regel strikt genomen als volgt geformuleerd worden:

Het kan voor A niet juist zijn, B te behandelen op een manier, waarop het voor B onjuist zou zijn, A te behandelen, uitsluitend gebaseerd op het feit dat zij verschillende individuen zijn, zonder enig onderscheid tussen de omstandigheden waarin beiden verkeren, die als een zinnige reden voor een verschillende behandeling aangegeven zou kunnen worden.

Voor intermenselijke morele oordelen is deze leidraad echter ontoereikend, want het verplicht degene, die zich over zijn behandeling door anderen zou willen beklagen, te bewijzen dat dit onderscheid afhangt van de situatie en niet van personen.
Friedrich Nietzsche richtte zich op een aristocratisch, amoreel en anti-egalitair voorbeeld. Daarom wees hij in 1887 wederkerigheid af als “niet hoogstaand” en iets “vreselijk laaghartigs.” De regel doet de allereigenste waarde van een handeling teniet en brengt die terug tot afbetalingen voor bewezen diensten. Juist de individuele handeling kan en mag door niemand anders verricht worden. In een diepere betekenis geeft men nooit terug, maar doet men altijd iets eenmaligs: Dat is de reden dat “de aristocratie zich afzondert van de massa,” die in gelijkheid en wederkerigheid gelooft. De ten onrechte als wijsheid beschouwde regel is eenvoudig te weerleggen. Nadere overweging verbiedt handelingen vanwege hun schadelijke gevolgen, met de achterliggende gedachte dat een handeling altijd vergolden wordt:

Wat, als iemand met het “principe“ in de hand zou zeggen: “moet men die handelingen niet juist verrichten, om te voorkomen dat anderen ons inhalen – zodat wij het anderen onmogelijk maken ons iets aan te doen?“ – Anderzijds, laten we een Corsicaan nemen, die door zijn eer tot een vendetta verplicht wordt. Ook hij wil geen geweerkogel in zijn lijf: maar het vooruitzicht op zo’n kogel, de waarschijnlijkheid daarvan, houdt hem er niet vanaf om aan zijn eer te voldoen…En zijn wij niet bij alle fatsoenlijke handelingen even opzettelijk onverschillig ten opzichte van wat daar voor ons uit voortkomt? Een handeling vermijden, die schadelijke gevolgen voor ons zou kunnen hebben – dat zou een verbod betekenen voor elke fatsoenlijke handeling.

### 20e eeuw
George Bernard Shaw leverde in 1903 op een ironische manier kritiek op de regel:

Behandel anderen niet zoals jij zou willen dat zij jou behandelen. Hun smaak zou weleens niet hetzelfde kunnen zijn.

De Gulden Regel is, dat er geen Gulden Regel is. Ernst Haeckel zag in 1904 de “2500 jaar oude” regel Doe eenieder, wat gij wilt dat hij u zou doen, als de “ethische hoofdwet” van zijn monisme.
In 1913 omschreef Max Scheler de regel als uitdrukking van het universele solidariteitsprincipe en het “eeuwige bestanddeel” en de “grondstelling van een kosmos van eindige zedelijke individuen.” Wederkerigheid is wezenlijk voor het mens-zijn, omdat de persoonlijkheid zich slechts kan ontwikkelen in de Ik-Gij-verhouding en alle moreel relevant gedrag teweegbrengt en bepaalt.
In aansluiting op Jakob Friedrich Fries vatte Leonard Nelson in 1917 Kants categorische imperatief op als een wet, die van vrije en gelijke mensen een wederkerige gelijke behandeling vraagt. Daaronder valt ook het “vereiste rekening te houden met hun belangen,” waaruit hij zijn “afwegingswet” afleidde:

Handel nooit zo, dat je niet ook kan instemmen met jouw manier van handelen, als de belangen van de daarbij betrokkenen ook je eigen belangen zouden zijn.

Zich in de betrokken personen verplaatsen, om vervolgens een beslissing te nemen naargelang hun voorkeur, is ontoereikend:

…wij moeten ons achtereenvolgens in de ene en de andere situatie verplaatsen en daarbij van het idee uitgaan, dat in het ene of het andere geval onze belangen met elkaar botsen, zodat wij daartussen een keuze moeten maken en maar aan een van de twee kunnen voldoen, en moeten afzien van het voldoen aan de andere.

Edward Wales Hirst zag in 1934 een voordeel in de positieve regelvorm, vergeleken met de categorische imperatief: die is slechts geldig voor een enkele persoon, in de relatie van het individu met de universele zedenwet. Dat sluit echter het gebruiken van anderen als middel voor eigen doeleinden uit, maar staat wel onder bepaalde omstandigheden toe hem schade te berokkenen, als de algemene moraal daarmee gediend is. Daarentegen verlangt de “tussenmenselijke” regel, zich op de naaste te richten, hem te respecteren en ook voor zijn welzijn te zorgen.
In het kader van zijn wetenschapsfilosofie, verklaarde Karl Popper in de jaren dertig van de 20e eeuw dat er geen absoluut criterium bestaat voor morele rechtvaardigheid. De regel is “een goede maatstaf” en behoort tot de belangrijkste ontdekkingen van de mensheid, maar kan in haar leerproces eventueel nog verbeterd worden, bijvoorbeeld “als men anderen, indien mogelijk, behandelt zoals zij behandeld willen worden.” Deze formulering is als “platinaregel” bijvoorbeeld nog steeds in trek bij consultants bij managementcursussen en arbeidsverhoudingen.
In 1948 legde Hans Reiner de regel uit als de met het mens-zijn onlosmakelijke verbonden “zedelijke basisformule van de mensheid.” Hij onderscheidde drie interpretaties: als inlevingsregel eist ze zich in de ander en zijn positie te verplaatsen; als autonomieregel eist ze het eigen handelen, respectievelijk wensen, in dezelfde positie autonoom te beoordelen; als wederkerigheidsregel of de regel met elkaar rekening te houden, legt ze de verplichting op deze beoordeling te baseren op het eigen beoogde gedrag en dat dus te richten op wat wij van anderen willen en verwachten en niet op wat wij voor onszelf willen en wat anderen feitelijk doen. Dat impliceert een ethische norm, namelijk het eerbiedigen van de menselijke waardigheid van de ander, waaruit wederzijdse erkenning en consideratie voortkomen. Daarmee benadrukte Reiner, anders dan Albrecht Dihle, het fundamentele verschil tussen de regel en het vergeldingsprincipe.
Erich Fromm merkte in 1956 op dat de regel zijn populariteit dankte aan een verkeerde uitleg: hij wordt meestal opgevat als billijkheid in de betekenis van het kapitalistische voor-wat-hoort-wat-principe “ik geef jou net zoveel als jij mij geeft.” Volgens dat principe eerbiedigt men de rechten van anderen, zonder zich voor hen verantwoordelijk te voelen of het met hen eens te zijn en ziet men af van bedrog bij het uitwisselen van gebruiksartikelen, maar ook van gevoelens in persoonlijke verhoudingen. Oorspronkelijk betekende de regel echter de bereidheid om, uit naastenliefde voor de medemens, verantwoordelijkheid over te nemen. Het onderkennen van dit verschil met billijkheid is wezenlijk voor de kunst van het liefhebben.
Marcus George Singer onderzocht in 1961 in welke gevallen de door Kants imperatief vereiste veralgemening, een handeling moreel uitsluit: Wat zou er gebeuren als iedereen/niemand dat doet? Deze vraag, verklaarde hij in 1985, omvat ook de door de regel verlangde vraag: Wat zou er gebeuren, als iemand jou/mij datzelfde aandoet? Dit argument berust op het principe:

Wat voor de een juist [of onjuist] is, moet ook voor ieder ander, met soortgelijke individuele veronderstellingen en onder soortgelijke omstandigheden, juist [of onjuist] zijn.

Voor het vergelijken van personen en situaties, moet daarom gevraagd worden naar relevante factoren, die dat bijzondere handelen rechtvaardigen. Vandaar dat hij in 1963 een onderscheid maakte tussen een specifieke uitleg van de regel – “doe anderen, wat jij (in dit afzonderlijke geval) in hun plaats zou verwachten” – en de algemene uitleg - “doe anderen, zoals jij (volgens hetzelfde principe) in hun plaats behandeld zou willen worden.” Hij wees de specifieke uitleg af, omdat die gelijkvormige karakters veronderstelt en spaak loopt bij extreme wensen van anderen. De juist opgevatte regel eist dus dat er onderscheid gemaakt wordt tussen wensen van het moment en langdurende belangen van de ander en alleen passend rekening te houden met de laatste. – Op deze uitleg werd echter kritiek geleverd: ook dit onderscheid veronderstelt dat de ander met de eigen, overeenstemmende, gelijksoortige, belangen heeft; bij het buiten beschouwing laten van het afzonderlijke geval zou men dat onder bepaalde omstandigheden helemaal niet kunnen onderscheiden; zodoende verliest de regel zijn concrete toepasbaarheid.
Richard Mervyn Hare analyseerde in zijn in 1963 naar voren gebrachte theorie over moreel argumenteren, eerst de taallogica van morele oordelen. De uitspraak “A moet X [niet]…. doen” houdt een veralgemening in (“in A’s situatie moet iedereen/niemand X….doen”) en een voorschrift (“doe ….X in A's situatie [niet]!”). Men kan dus een dergelijk oordeel allen zuiver vellen, als men bereid is zichzelf daarnaar te richten. Daarmee kan de houdbaarheid van morele oordelen getoetst worden: Zou ik, als ik mij in de positie van A zou bevinden, eveneens oordelen, dat ik X [niet] ….moet doen? Hare beschrijft de rolwisseling nader: de handelende persoon moet zich niet voorstellen hoe hij met zijn eigen eigenschappen, wensen en aversies zou handelen, maar met die van de ander en in zijn plaats. Derden zouden daarom niet in de aanvoegende wijs moeten vragen – “wat zou jij zeggen/voelen/denken als jij je in zijn plaats zou bevinden?” -, maar:

Wat zeg jij over dit hypothetische geval, waarin jij je in de positie van de betrokkene bevindt?

John Rawls introduceerde met zijn A Theory of Justice in 1971 een hedendaagse egalitaire verdragstheorie. In een gedachte-experiment legde hij een verband tussen het door de regel verlangde zich verplaatsen in de belangenpositie van de in het eigen handelen betrokken persoon, en een voor iedereen gelijke uitgangssituatie (original position): daarin was voor iedereen de eigen toekomstige maatschappelijke positie en die van alle anderen geheel onbekend (Sluier van onwetendheid), terwijl de mogelijke regels en wetten van de maatschappelijke wel bekend waren. Dan zou, volgens Rawls, iedereen de rechtvaardigheidsprincipes kiezen, die een ideaal evenwicht tussen individuele en algemene belangen teweeg zouden kunnen brengen.
Amitai Etzioni, een belangrijke vertegenwoordiger van het communitarisme, betrok de Gulden Regel op de maatschappelijke orde, waarvoor het individu verantwoordelijk is en formuleerde dat als volgt: “Respecteer en bescherm de morele orde van de maatschappij evenzeer, als je wilt dat de maatschappij jouw autonomie respecteert en beschermt.”
Hans-Ulrich Hoche schaarde zich in 1978 achter Hare: de regel moet niet veronderstellen dat de eigen wensen even zwaar wegen als die van anderen, maar moet rekening houden met hun wensen, belangen en behoeften. Hij stelde daarom de volgende formulering voor:

Behandel iedereen, zoals je zelf in zijn plaats behandeld zou willen worden.

Hares vragende vorm plaatst de handelende persoon voor de feitelijke situatie van de andere en maakt zijn concrete beslissing mogelijk, waarmee hij zich voor dit geval vastlegt. De in de aanvoegende wijs geformuleerde vragen legde voor het omstreden individuele geval irrelevante toepassing van de regel bloot. Ook twee bezwaren van Kant – zijn voorbeelden van de rechter en de misantroop – berustten op een soortgelijke onjuiste interpretatie. De juist toegepaste regel zet zeer duidelijk “verschuldigde plichten“ tegen de “liefdesplichten“ af. Hoche stelde daarom in 1992 een veralgemeende versie voor van de regel:

Als ik wil dat niemand in de ene of de andere situatie zus of zo handelt, ben ik moreel verplicht in de ene of de andere situatie ook niet zus of zo te handelen.

Deze formulering is slechts een “deontische reconstructie” van de van Thales en Pittakos overgeleverde oudste westerse voorbeelden van de regel. Het voordeel dat deze formulering biedt is dat zij “slechts het gedrag op zich beoordeelt, volstrekt onafhankelijk van ten opzichte van wie het plaatsvindt en of het misschien louter het gedrag van de ander bij en tegen zichzelf is.” Daardoor is zij ook toe te passen op de plichten tegenover zichzelf en kan daarmee Kants derde bezwaar ontkracht worden.
Hans Kelsen zag de Gulden Regel, net als het suum-cuique-principe (ieder het zijne) en het talionprincipe (oog om oog, tand om tand), als een inhoudsloze formulering van rechtvaardigheid. Hij beschouwde de Gulden Regel als het grondbeginsel om andere geen leed aan te doen, maar juist plezier te doen. Als een zodanig grondbeginsel moet het principe noodzakelijkerwijs elke rechtsorde en elk moraalsysteem opheffen. Dan zouden misdadigers niet meer gestraft mogen worden, omdat niemand graag gestraft wordt. De Gulden Regel kan dan alleen nog zin hebben, als hij objectiever opgevat zou worden en wel zo, dat men zich ten opzichte van anderen zo moet gedragen, zoals hij zich binnen een geordend systeem ook ten opzichte van mij moet gedragen. Dat zou van de Gulden Regel echter een categorische imperatief maken. Net als de categorische imperatief zou, volgens de opvatting van Kelse, ook de Gulden Regel aangewezen zijn op een al bestaande rechts- en zedelijkheidsorde en zou die alleen kunnen bevestigen, maar niet nader omschrijven. De uitspraken van de Gulden Regel zouden dan uiteindelijk betekenen dat men zich aan de bestaande orde moet houden.

## Toepassingsgebied

### Pacifisme
In de ogen van de Tsjechische lekentheoloog Peter Chelčický (rond 1440) werd door de regel uit Matth. 7:12, als Gods gebod, oorlog verboden en alle zogenaamde rechtvaardige veldtochten van christelijke heersers als onrecht onthuld:

Want Gods gebod luidt: wat gij wilt dat de mensen u doen, doet hen dat ook. En omdat iedereen van alle anderen zou wensen, dat men hem goed doet, moet hij ook iedereen goed doen. Maar als hij in een oorlog verzeild geraakt is, doet hij mensen kwaad, van wie hij anders altijd het goede zou kunnen krijgen en wat hij thuis niet graag zou hebben, doet hij anderen iets aan op bevel van zijn leiders.

Voor de christen zag hij de enige geloofwaardige manier van leven in het volledig afzien van macht en geweld. Dat werd ook vertegenwoordigd door enige christelijke minderheden, die men tegenwoordig samen als vredeskerken aanduidt: waaronder Waldenzen, en later de Mennonieten, Hutterieten en Quakers. Door de laatsten werden in de Verenigde Staten ook sommige abolitionisten beïnvloed, zoals Adin Ballou (1803–1890) en William Lloyd Garrison (1805–1879). Leo Tolstoj beriep zich op deze historische voorbeelden, toen hij in 1893 in zijn belangrijkste boek Het Koninkrijk Gods is in ons, samen met de Bergrede van Jezus en het gebod de vijand lief te hebben de basis legde voor zijn “Theorie van het christelijke geen weerstand bieden“ (geweldloosheid).

### Dialoog der religies
Het in 1893 in Chicago opgerichte eerste “Wereldparlement der Religies“ onderbouwde met de regel zijn eenmakingsprogramma. De overwegend christelijke initiatiefnemers erkenden de voor- en buitenchristelijke verspreiding ervan, maar benadrukten dat Jezus die door zijn leven ten volle vervuld had en zo de broederschap van alle mensen mogelijk had gemaakt. Een wereldomvattende solidariteit is het onvermijdelijke gevolg van een individueel geloof in een schepper. Dit algemeen vrijzinnige theïsme of deïsme was voor hen de basis van een maatschappelijke betrokkenheid van het geloofssysteem. Zij wilden de economisch-culturele globalisering benutten om wereldwijd het welzijn en de moraal naar een hoger plan te brengen.
Christelijke vertegenwoordigers van dit Wereldparlement richtten op 26 maart 1901 in New York de “Gulden-Regel-Broederschap” op met het oogmerk alle religies onder het “vaderschap Gods” te verenigen tot een enkele solidaire mensheid. Lid waren prominente figuren uit onderwijs, handel en politiek, waaronder meerdere voormalige Amerikaanse presidenten; het genootschap werd onder andere gesteund door Mark Twain en Alfred Dreyfus. Men wilde een jaarlijkse “Gulden-Regeldag” invoeren in kerken, synagogen en scholen, steunde de dierenbescherming en kleinschalige hulp aan de armen, maar kwam niet verder dan de oprichtingsbijeenkomst.
Rond 1990, na het einde van de Koude Oorlog werd de door de regel geïnspireerde interreligieuze dialoog, geïntensiveerd. Het tweede parlement van de Wereldgodsdiensten nam in 1993 de regel op in zijn “Verklaring voor mondiale ethiek“.

### Regeringspolitiek
Severus Alexander, Romeins keizer van 222 tot 235, kende de negatieve regelvorm via de Joden of Christenen en liet die volgens de Historia Augusta als inscriptie in het Latijn aanbrengen op zijn paleis en openbare gebouwen:

Quod tibi fieri non vis, alteri ne feceris!

 (Wat gij niet wilt dat u geschiedt, doe dat ook de ander niet)
Hij zou van de regel een grondstelling gemaakt hebben voor zijn binnenlandse politiek en zijn ambtenaren dringend verzocht hebben hem zowel bij eigen als openbare conflicten na te volgen. Onder zijn bewind werd het uitoefenen van de godsdienst van Joden en Christenen gedoogd.
De Staatsregeling, de in 1798 aangenomen grondwet van de Bataafse Republiek, kent de gulden regel als een van de "Algemeene beginselen". De gulden regel wordt hier duidelijk opgevat als een (positieve) plicht van hoe de burger zich dient te gedragen tegenover zijn medeburgers. Het plichtmatige komt hier veel sterker naar voren dan in artikel 4 van de Verklaring van de rechten van de mens en de burger. De negatieve en positieve vorm van de gulden regel worden hier samengebracht:

Alle de pligten van den Mensch in Maatschappij hebben hunnen grondslag in deze heilige wet: Doe eenen ander niet, hetgeen
gij niet wenscht dat aan u geschiede. Doe aan anderen, ten allen tijde, zoo veel goeds, als gij in gelijke omstandigheden, van hun zoudt wenschen te ontvangen.

Vanaf ongeveer 1880 werd de regel in de Verenigde Staten populair onder de middenklasse en de hogere lagen van de maatschappij. De Amerikaanse minister van buitenlandse zaken John Hay (1838-1905) riep hem, onder verwijzing naar Isokrates, uit tot hulpmiddel voor de diplomatie en naast de Monroedoctrine tot zijn eigen levensmotto.
De Amerikaanse president John F. Kennedy beriep zich in 1963 op de regel, in een toespraak tot de natie, naar aanleiding van de rassenonrusten in Alabama, als middel om door versterking van hun burgerrechten de segregatie en discriminatie van Afro-Amerikanen in de Verenigde Staten te overwinnen:

De kern van de vraag is of alle Amerikanen wel gelijke rechten en kansen hebben, of wij onze medeburgers wel behandelen, zoals wij behandeld willen worden.

Blanke Amerikanen moesten zich afvragen of zij het zelf zouden accepteren, als ze vanwege hun huidskleur uitgesloten zouden worden van bepaalde restaurants en scholen, dus gehinderd zouden worden in hun zelfbeschikking.
De Amerikaanse president Barack Obama riep, bij het traditionele National Prayer Breakfast op 5 februari 2009 de regel uit tot een aansporing voor een blijvende gemeenschappelijke betrokkenheid van alle Amerikaanse burgers, van welke geloofsrichting dan ook, bij het vredesproces. Als besluit van zijn toespraak tot de islamitische wereld, op 4 juni 2009 in Caïro, benadrukte hij dat de regel ten grondslag lag aan de ontwikkeling van alle godsdiensten, maar door geen enkele geclaimd kon worden. Hij riep daarom op om nationale, religieuze en culturele grenzen te slechten. In zijn toespraak bij het in ontvangst nemen van de Nobelprijs voor de vrede op 10 december 2009, verklaarde hij dat Heilige Oorlogen – doden in naam van God – onverenigbaar zijn met de regel en relateerde die aan de, met de theorie van de rechtvaardige oorlog verenigbare oorlog, die rekening hield met eigen de eigen feilbaarheid en die bestreed.

### Economie
Tegenover het sociaal darwinisme wilden vertegenwoordigers van de Social Gospel-beweging, waaronder Charles Fletcher Dole, vanaf 1896 de regel benutten voor een economische ethiek, om uitwassen van het kapitalisme af te zwakken en het bruto nationaal product te vergroten.
Ondernemers, zoals Samuel Milton Jones, Arthur Nash en James Cash Penney maakten na de Eerste Wereldoorlog van de regel de basis van hun ondernemersfilosofie en bereikten met royale loosverhogingen, prijsdalingen, vergaande medezeggenschap en teamwork tijdelijk enorme economische successen. Arthur Nash beschreef in 1923 zijn ervaringen met het toepassen van de regel, in een vaak herdrukt boek.

### Groepsinitiatieven
Meerdere padvindersgroepen voor jonge mensen, met een christelijk stempel, hebben de regel opgenomen in hun padvindersbelofte, bijvoorbeeld de Royal Rangers.
Humanistische verenigingen, zoals de British Humanist Association zien de regel als een rationele, praktische en algemeen geldende basis voor menselijke maatschappelijke verhoudingen, die geen religieus geloof vereisen.
Het Interaction Council stelde op 1 september 1997 een Algemene verklaring van de plichten van de mens op, waarin in artikel 4 de negatieve regelvorm als basis dient van het principe van de universele verantwoordelijkheid:

Alle met verstand en geweten begiftigde mensen, moeten volgens het solidariteitsprincipe de verantwoordelijkheid op zich nemen voor iedereen en allen, gezinnen en gemeenschappen, rassen, naties en godsdiensten: wat gij niet wilt dat men u doet, doet dat ook de ander niet.

In 2008 nam de Engelse godsdienstwetenschapper Karen Armstrong, na het in ontvangst nemen van de TED-prijs, het initiatief voor een “Handvest voor mededogen”. Het moest ook niet-godsdienstige mensen aanspreken en tot februari 2009 kon iedereen op het internet daar zijn bijdrage aan leveren. Een “Bewustzijnsconcilie“ samengesteld uit hooggeplaatste godsdienstleiders en denkers bundelde de voorstellen en publiceerde het handvest in november 2009. Het begint als volgt:

Het principe van het mededogen is aanwezig in de kern van alle religieuze, ethische en spirituele tradities en roept ons op anderen altijd zo te behandelen, als wij zelf behandeld willen worden.

### Psychologie
Als onderdeel van ontwikkelingspsychologie van kinderen beschreven Jean Piaget (1932) en Erik Erikson (1964), het aanleren van gedrag volgens de strekking van de regel.
Om Piagets ontwikkelingstheorie van de morele oordeelsvorming empirisch te toetsen, observeerde Lawrence Kohlberg, in een longitudinaal onderzoek, de ontwikkeling van de morele oordeelsvorming vanaf kindertijd tot meerderjarigheid en leidde daaruit zijn stappentheorie van het morele gedrag af, die hij in 1981 publiceerde. Volgens die theorie kwamen, met een moreel dilemma geconfronteerde, deels tienjarige, kinderen en jonge mensen, in aanzet tot de rolwisseling die de regel vereist, maar slechts eenzijdig en selectief. Maar weinig volwassenen – hooguit ongeveer vijf procent van de meerderjarige Amerikaanse burgers - kwamen tot een meerzijdige rolwisseling: daarbij werd aan de rol van alle deelnemers een bepaalde situatie voorgelegd, om te zien hoe zij van vanuit hun eigen standpunt rekening hielden met hun wensen en verwachtingen, die zij zonder het standpunt van de anderen in acht te nemen, naar voren hadden gebracht.

### Medische ethiek
Richard M. Hare ging in 1975 bij de regel te rade, om daarmee mogelijke uitzonderingen voor het toepassen van euthanasie te beoordelen. Aan de hand van het voorbeeld van een na een ongeluk omgevallen en meteen in brand gevlogen tankauto, waarvan de chauffeur onder de auto beklemd zat en om niet levend te verbranden toegeschoten hulpverleners smeekte hem te doden, verklaarde hij ten overstaan van een christelijk publiek: wie zich in de positie van de chauffeur verplaatst en zich afvraagt wat hij in zijn plaats zou willen, kan onmogelijk beweren dat euthanasie altijd immoreel en verboden is. De denkbeeldige rolwisseling moet er dan voor zorgen dat het naastenliefdegebod toegepast kan worden. Dergelijke gevallen zijn alleen te beoordelen vanuit de plicht om lief te hebben, en niet vanuit kerkelijke dogma’s en louter gewenning aan eenvoudige voorschriften. Het uitzonderlijk geval waarbij tegemoetgekomen wordt aan de doodswens van de chauffeur, schept hoe dan ook geen precedent, waardoor het euthanasieverbod sluipenderwijs uitgehold zou kunnen worden. Acute ondraaglijke pijnen, geen andere oplossing en de uitdrukkelijke, eenduidige en bewuste doodswens van de betrokkene zijn noodzakelijke voorwaarden voor dergelijke uitzonderingen.
Ook ten aanzien van abortus betoogde Hare aan de hand van de regel als volgt: men moet anderen behandelen zoals men graag zelf behandeld wil worden. Als wij onszelf gelukkig prijzen, omdat niemand de zwangerschap van onze moeder afgebroken heeft, zijn wij verplicht geen enkele zwangerschap te beëindigen die voor anderen een even gelukkige bestaan mogelijk kan maken. Daarmee probeerde Hare de rechtstreekse, niet voor te stellen rolwisseling van een volwassene met een foetus te vermijden. Hem werd echter het utilitaristisch idee verweten dat, bijvoorbeeld in het geval van overbevolking, die het geluk van de levenden in gevaar zou kunnen brengen, het aborteren van ongeborenen lijkt toe te staan.